# الزانو اسکریویا
الزانو اسکریویا (به ایتالیایی: Alzano Scrivia) یک سکونتگاه مسکونی در ایتالیا است که در استان آلساندریا واقع شده‌است.

## خصوصیات
الزانو اسکریویا ۲٫۱ کیلومترمربع مساحت و ۴۰۹ نفر جمعیت دارد.